# Vector d'ona
El  vector d'ona  és un vector que apunta en la direcció de propagació de l'ona en qüestió i la magnitud és el nombre d'ona. La seva expressió en matemàtica és:

{\displaystyle \mathbf {k} =k\mathbf {o} ={\frac {2\pi }{\lambda }}\mathbf {o} }

on {\displaystyle {\vec {o}}} és la direcció de la propagació de l'ona. D'aquesta manera, per a una ona genèrica tenim que:

{\displaystyle \phi (\mathbf {r} ,t)=\phi (\mathbf {k} \cdot \mathbf {r} -\omega t)=\phi (k_{x}x+k_{y}y+k_{z}z-\omega t)}

## Aplicacions

### Transversalitat de les ones electromagnètiques planes
El formalisme mitjançant el vector d'ona permet veure ràpidament que les ones electromagnètiques planes són transversals, és a dir, l'oscil·lació del camp elèctric i magnètic és perpendicular a la direcció de propagació de l'ona i perpendiculars entre si.
Per demostrar això considerem, sense pèrdua de generalitat, una ona electromagnètica plana de la forma:

{\displaystyle \mathbf {E} (\mathbf {r} ,t)=\mathbf {E_{0}} e^{i(\mathbf {k} \cdot \mathbf {r} -\omega t)},\qquad \mathbf {B} (\mathbf {r} ,t)=\mathbf {B_{0}} e^{i(\mathbf {k} \cdot \mathbf {r} -\omega t)}}

Suposant una regió de l'espai sense densitat de càrrega {\displaystyle \scriptstyle \rho =0}, la llei de Gauss per la divergència del camp elèctric ens porta que:

{\displaystyle {\boldsymbol {\nabla }}\cdot \mathbf {E} =i\mathbf {k} \cdot \mathbf {E_{0}} ={\frac {\rho }{\epsilon _{0}}}=0}

D'on obtenim la perpendicularitat entre el camp elèctric i la direcció de propagació:

(*){\displaystyle \mathbf {\hat {o}} \cdot \mathbf {E_{0}} =0\rightarrow \mathbf {\hat {o}} \cdot \mathbf {E} =0\qquad \rightarrow \qquad \mathbf {E} \ \bot \ \mathbf {\hat {o}} }

Usant ara la llei de Faraday per al rotacional del camp elèctric tenim:

(**){\displaystyle {\boldsymbol {\nabla }}\times \mathbf {E} =i\mathbf {k} \times \mathbf {E} =-{\frac {\partial \mathbf {B} }{\partial t}}=i\omega \mathbf {B} }

De (**), per les propietats del producte vectorial, es dedueix:

{\displaystyle \mathbf {\hat {o}} \ \bot \ \mathbf {B} }

Per tant, de les expressions (*) i (**) es pot concloure que el camp elèctric és perpendicular al vector d'ona i, per tant, a la direcció de propagació, i que el camp magnètic és perpendicular tant a la direcció de propagació com al camp elèctric. Els vectors {\displaystyle \scriptstyle \{\mathbf {k} ,\mathbf {E} ,\mathbf {B} \}} formen un triedre que en cada punt de l'espai constitueix una base vectorial.